# آرتینگتون
آرتینگتون (به انگلیسی: Artington) یک روستا و محله مدنی در بریتانیا است که در ساری واقع شده‌است. آرتینگتون ۴٫۹۳ کیلومتر مربع مساحت و ۳۵۹ نفر جمعیت دارد.